# Galleda
|  | No s'ha de confondre amb cubell. |

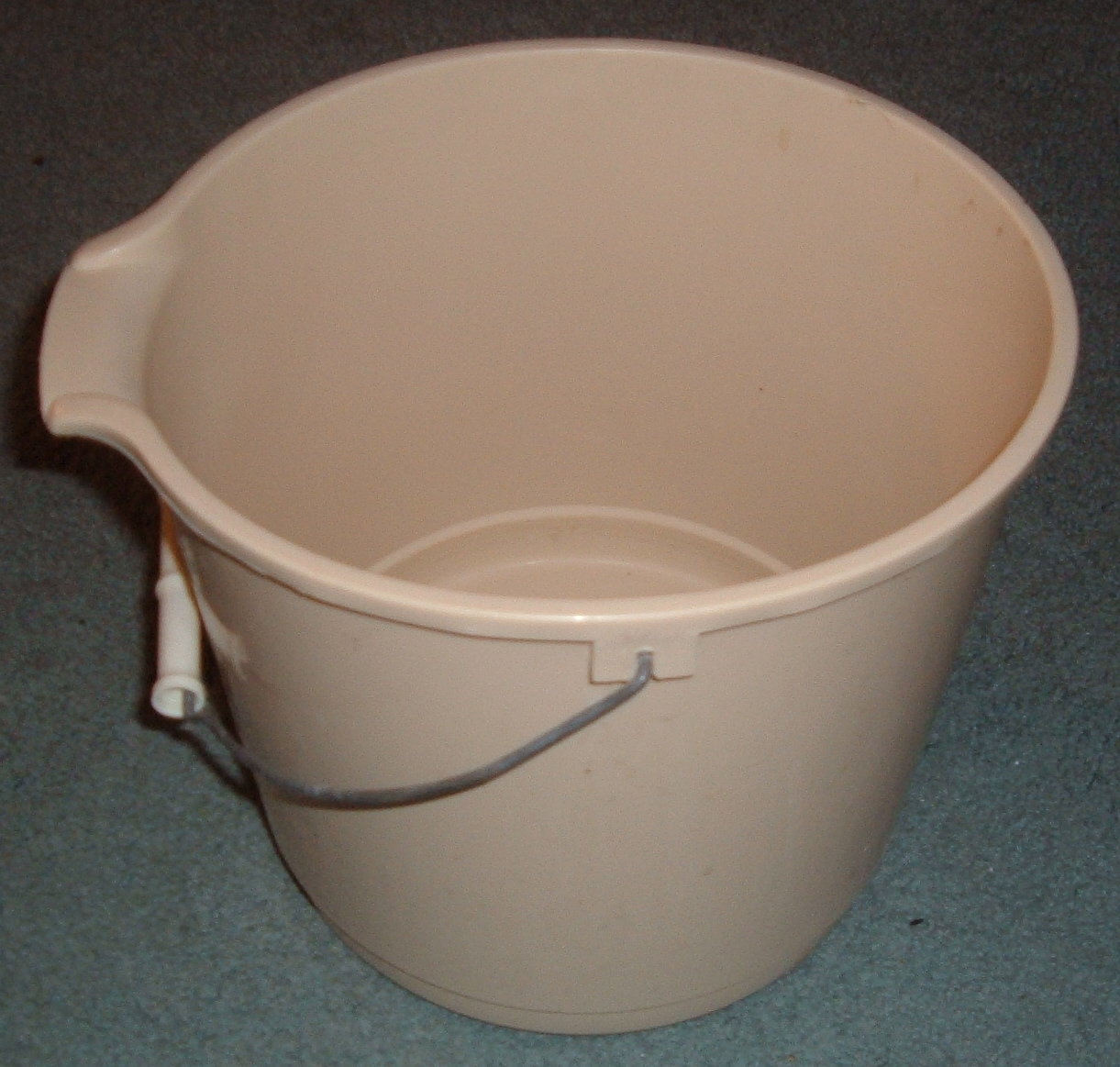
Una galleda moderna, amb una nansa en la seva part superior per a ser subjectada, construïda totalment de plàstic amb nansa d'acer.

Una galleda, poal, ferrat o ferrada és un recipient capaç de retenir líquids o substàncies que flueixen. La forma és habitualment bastant similar a un tronc de con invertit perquè la seva concavitat pugui retenir els líquids (o substàncies fluides) i que sol tenir una nansa semicircular a la part superior per a facilitar-ne el transport.